# Октябрське сільське поселення (Томський район)
Октя́брське сільське поселення (рос. Октябрьское сельское поселение) — сільське поселення у складі Томського району Томської області Росії.
Адміністративний центр — село Октябрське.
Населення сільського поселення становить 2115 осіб (2019; 2209 у 2010, 2150 у 2002).

## Склад
До складу сільського поселення входять:
| Населений пункт      | Населення, осіб (2002) | Населення, осіб (2010) |
| -------------------- | ---------------------- | ---------------------- |
| 129 км, селище       | 3                      | 5                      |
| Ніколаєвка, присілок | 79                     | 76                     |
| Октябрське, село     | 2034                   | 2103                   |
| Ольговка, присілок   | 11                     | -                      |
| Ущерб, присілок      | 23                     | 25                     |